# Perth Oval
Het Perth Oval is een multifunctioneel stadion in Perth, een stad in Australië. 
Vanwege de sponsor wordt dit stadion ook wel HBF Park genoemd. De sponsor is HBF Health Fund uit Perth.
Bij de opening in 1904 heette dit stadion Loton Park, in 1910 werd dit veranderd in Perth Oval. Het wordt nog steeds zo genoemd, maar de officiële naam is sinds 2004 regelmatige veranderd, zo heette dit stadion ook Members Equity Stadium (2004–09), ME Bank Stadium (2009–10) en nib Stadium (2010–18). Onofficieel wordt ook de naam Perth Rectangular Stadium gebruikt.
Het stadion werd in 2003 gemoderniseerd en vanaf 2013 opnieuw. In 2013 werd vrijwel alles herbouwd. Alleen het monumentale gedeelte, de hoofdtribune bleef staan. In het stadion is plaats voor 20.500 toeschouwers. Het recordaantal was 26.760, dat gebeurde op 31 mei 1969 toen East Perth tegen West Perth een Australian footballwedstrijd speelden. Meer recent is het aantal van 22.000 toeschouwers bij de rugbywedstrijd tussen Force en Crusaders op 30 april 2011.
Het stadion wordt vooral gebruikt voor voetbalwedstrijden, de voetbalclub Perth Glory en de rugbyclub Western Force maken gebruik van dit stadion. Tevens vinden er regelmatig concerten plaats.

## Internationale voetbalwedstrijden
Het nationale voetbalelftal van Australië speelde op 3 september 2015 een kwalificatiewedstrijd voor het wereldkampioenschap voetbal van 2018. Het ging om de wedstrijd tegen Bangladesh (5−0).
| No. | Datum            | Wedstrijd                        | Uitslag | Toernooi             | Toeschouwers |
| --- | ---------------- | -------------------------------- | ------- | -------------------- | ------------ |
| 1.  | 3 september 2015 | Australië – Bangladesh           | 5–0     | Kwalificatie WK 2018 | 19.495       |
| 2.  | 1 september 2016 | Australië – Irak                 | 2–0     | Kwalificatie WK 2018 | 18.923       |
| 3.  | 26 maart 2018    | Australië (vr.) – Thailand (vr.) | 2–0     | Vriendschappelijk    | 7.549        |

### WK 2023
In 2023 worden er in dit stadion wedstrijden gespeeld op het Wereldkampioenschap voetbal voor vrouwen.
| Datum           | Thuisteam  | Uitslag | Uitteam    | Fase       | Toeschouwers |
| --------------- | ---------- | ------- | ---------- | ---------- | ------------ |
| 22 juli 2023    | Denemarken | 1 – 0   | China      | Groepsfase | 16.989       |
| 26 juli 2023    | Canada     | 2 – 1   | Ierland    | Groepsfase | 17.065       |
| 29 juli 2023    | Panama     | 0 – 1   | Jamaica    | Groepsfase | 15.987       |
| 1 augustus 2023 | Haïti      | 0 – 2   | Denemarken | Groepsfase | 17.897       |
| 3 augustus 2023 | Marokko    | 1 – 0   | Colombia   | Groepsfase | 17.342       |

## Website
www.nibstadium.com
Stadium Australia · Sydney Football Stadium · Brisbane Stadium · Melbourne Rectangular Stadium · Perth Rectangular Stadium · Hindmarsh Stadium
Waikato Stadium · Eden Park · Wellington Regional Stadium · Forsyth Barr Stadium